# Tårnholm
Taarnholm er gammelt krongods, gården blev kaldt Taarnborg til 1774. Gården ligger i Tårnborg Sogn, Slagelse Kommune. Hovedbygningen er opført i 1798
Taarnholm Gods er på 365 hektar

## Ejere af Taarnholm
- (1500-1536) Antvorskov Kloster
- (1536-1774) Kronen
- (1774-1785) Christian Eggers
- (1785-1796) Niels Christian Eggers
- (1796-1805) Peder Jensen Giersing
- (1805-1819) Vilhelm Carl Ferdinand Ahlefeldt-Laurvig / Rasmus Møller / Salomon Lindegaard
- (1819-1824) Vilhelm Carl Ferdinand Ahlefeldt-Laurvig
- (1824-1836) Den Danske Stat
- (1836) Nationalbanken
- (1836-1845) Jørgen Conrad de Falsen
- (1845-1869) Harald Peter Oxholm
- (1869-1908) Alexander Georg Tully Oxholm
- (1908-1923) Harald Peter Jørgen Valdemar Oxholm
- (1923) Carl Drost
- (1923-1934) Carl August Bang
- (1934-1970) Taarnholm A/S
- (1970-1998) Taarnholm A/S v/a K. Juby Schmith`s Legat
- (1998-) Knud Hjorth Rasmussen